# ゆにばーす・ばいぶる
『ゆにばーす・ばいぶる』（UNIVERSE Bible）は、2021年12月3日よりABEMA格闘チャンネルで配信されていたプロレス情報番組、トークバラエティ番組。

## 概要
サイバーエージェント傘下CyberFightが運営するプロレスリング・ノア、DDTプロレスリング、東京女子プロレスを中心に紹介するプロレス情報番組。プロレス動画配信サービス・WRESTLE UNIVERSEの映像を軸に、プロレスの見方やルール、選手紹介。近々のスケジュールなどを配信。回によってはプロレスラーがゲスト出演し、バラエティー企画を行うこともあった。
2021年11月にプロレスリング・ノアが発表した「1.1日本武道館5つのシン・発表」第3弾として番組制作が明かされた。

## 出演者

### レギュラー
「プロレス知りたいガールズ」と呼称される。
- 岡田結実
- リンリン
- まつきりな[4]

### 声の出演
- HG（天の声）

## スタッフ
- 構成：こま
- ナレーション：鈴華ゆう子（和楽器バンド）
- ロゴデザイン：渡辺明日香
- 編集：SAIKON Visual Restaurant
- MA：飯田言機
- 音効：秋葉可菜子
- 撮影：畠中宏、佐藤智幸、小室絢楓
- 音声：巽亮人
- 照明：澤畠耕二
- 技術協力：ViC、KBPI、Grasp
- 写真提供協力：プロレス／格闘技DX
- スタジオ：THE FACE DAIKANYAMA
- AD：伊志嶺大志、林ひかり
- ディレクター：長崎玲史、高島さんとす
- 演出：津田英明
- AP：中川佑里、小嶋悠介
- プロデューサー：川崎聡太
- WRESTLE UNIVERSEプロデューサー：長沢成暁、花澤勇佑
- チーフプロデューサー：北野雄司
- 製作協力：イーストファクトリー[5]
- 制作著作：CyberFight